# Морський пост
«Морський пост» (рос. «Морской пост») — український радянський художній фільм 1938 року режисера Володимира Гончукова.

## Сюжет
Середина 1930-х років. На невеликому тихоокеанському острові несе службу гарнізон прикордонної охорони НКВС. На острів зі шпигунським завданням прибуває син доглядача маяка Федір Буров…

## У ролях
- Іван Новосельцев
- Микола Івакін
- І. Рожнятівський
- Олександр Луценко
- Василь Людвінскій
- Володимир Уральський
- Марія Яроцька
- Іван Юдін
- Петро Аржанов
- Данило Введенський
- Микола Крюков
- Р. Пак

## Творча група
- Автор ценарію: Лев Линьков
- Режисер-постановник: Володимир Гончуков
- Асистенти режисера: Костянтин Ігнатьєв, Сергій Корєняк
- Режисер монтажу: Арон Гершкович
- Оператор-постановник: Г. Шабанов
- 2-й оператор: Є. Борисевич
- Художник: Микола Валеріанов
- Композитор: Микола Крюков
- Пісні поета: Василя Лебедєва-Кумача
- Звукооператор: С. Соловйов
- Звукооформлювач: Іван Євтєєв-Вольський
- Звукомонтажниця: Р. Шор
- Помічник режисера: П. Поліщук
- Головний військовий консультант: комбриг Вольдемар Ульмер
- Військовий консультант: капітан І. Солосенков
- Директор картини: Михайло Шор